# 時代別戦車一覧
時代別戦車一覧（じだいべつせんしゃいちらん）は、世界の戦車を大まかに5つの時代に分けて挙げる。国家別の戦車一覧は戦車一覧を参考のこと。

## 第一次世界大戦まで
イギリス
- マーク I 戦車（Mk.I-Mk.V）
- マーク A ホイペット中戦車
- マーク B 中戦車
- マーク C 中戦車

 イタリア王国
- FIAT2000

 ドイツ帝国
- A7V
- A7V-U

 フランス
- シュナイダーCA1
- サン・シャモン突撃戦車
- ルノー FT-17
- FCM 1A
- FCM 2C

 アメリカ合衆国
- マーク VIII 戦車

## 戦間期
アメリカ合衆国
- マーモン・ハリントン軽戦車

- T1軽戦車
- M1戦闘車
- T2中戦車
- M2軽戦車
- M2中戦車

 イギリス
- ヴィッカース中戦車 Mk.I/II
- ヴィッカース 6トン戦車
- ヴィッカース水陸両用戦車
- 軽戦車 Mk.I
- 軽戦車 Mk.II
- 軽戦車 Mk.III
- 軽戦車 Mk.IV
- 軽戦車 Mk.V
- 軽戦車 Mk.VI
- 軽戦車 Mk.VII テトラーク（A17）
- 巡航戦車 Mk.I（A9）
- 巡航戦車 Mk.II（A10）
- 巡航戦車 Mk.III（A13）
- 巡航戦車 Mk.IV（A13 Mk.II）
- 巡航戦車 Mk.V カヴェナンター（A13 Mk.III）
- 歩兵戦車 Mk.I マチルダ I（A11）
- 歩兵戦車 Mk.II マチルダ II（A12）

 イタリア王国
- FIAT3000
- L3（CV.33～CV.38）
- M11/39

 スウェーデン
- L-60

 ソビエト連邦
- KS
- T-18
- BT-2
- BT-5
- BT-7
- T-26
- T-27
- T-28中戦車
- T-35重戦車
- T-37
- T-38
- SMK
- T-100

 チェコスロバキア
- スコダ戦車
- LT-35
- LT-38
- T-33
- LT-34

 ドイツ国
- I号戦車
- II号戦車
- III号戦車
- IV号戦車
- NbFz

 大日本帝国
- 八九式中戦車
- 九五式重戦車
- 九五式軽戦車（ハ号）
- 九七式中戦車（チハ）
- 大型イ号車（大イ車）
- 無線操縦戦車

 フランス
- ルノー NC27
- ソミュア S35
- ルノー R35
- ルノー D1
- ルノー D2
- オチキス H35
- オチキス H38
- FCM36
- ルノー AMR33
- ルノー AMR35（英語版）
- ルノー AMC34（英語版）
- ルノー AMC35（英語版）
- ルノーB1

 ポーランド
- 10TP
- TK-3
- TKS
- TKF
- 7TP

## 第二次世界大戦期
アメリカ合衆国
- M3軽戦車 スチュアート
- M5軽戦車 スチュアート
- M7軽戦車
- M3中戦車 リー、グラント
- M4中戦車 シャーマン
- M6重戦車
- M22軽戦車 ローカスト
- M24軽戦車 チャーフィー
- M26重戦車 パーシング

 アルゼンチン
- ナウエル DL 43

 イギリス
- Mk.VIII ハリー・ホプキンズ（A25） 軽戦車
- Mk.VI クルセーダー（A15） 巡航戦車
- Mk.VII キャバリエ（A24） 巡航戦車
- Mk.VIII セントー（A27L） 巡航戦車
- Mk.VIII クロムウェル（A27M） 巡航戦車
- チャレンジャー（A30） 巡航戦車
- コメット（A34） 巡航戦車
- センチュリオン（A41） 巡航戦車
- Mk.III バレンタイン 歩兵戦車
- Mk.IV チャーチル（A22） 歩兵戦車
- ヴァリアント（A38） 歩兵戦車
- 歩兵戦車 ブラックプリンス（A43） 歩兵戦車
- シャーマン ファイアフライ

 イタリア王国
- L6/40
- M13/40
- M14/41
- M15/42
- P40

 オーストラリア
- 巡航戦車 センチネル

 カナダ
- 巡航戦車 ラム
- 巡航戦車 グリズリー

 スウェーデン
- Strv.m/40
- Strv.m/41
- Strv.m/42

 ソビエト連邦
- T-34
- KV-1
- KV-2
- KV-85
- T-40軽戦車
- T-50軽戦車
- T-60軽戦車
- T-70軽戦車
- T-80軽戦車
- IS-1
- IS-2
- IS-3
- T-44

 ドイツ国
- V号戦車パンター
- パンターII　（de:Panzerkampfwagen V Panther II）
- VI号戦車（ティーガーI・ティーガーII）
- マウス超重戦車
- レーヴェ
- E-100
- E-75
- E-50
- レオパルト（en:VK 1602 Leopard）
- VK4501(P)
- VK4502(P)
- IV号駆逐戦車
- ヤークトパンター
- エレファント重駆逐戦車
- ヤークトティーガー

 大日本帝国
- 九七式中戦車（チハ改）
- 九八式軽戦車（ケニ）
- 一式中戦車（チヘ）
- 二式軽戦車（ケト）
- 三式中戦車改
- 三式軽戦車（ケリ）
- 四式中戦車（チト）
- 五式中戦車（チリ）
- 六式中戦車 (チセ)
- 四式軽戦車（ケヌ）
- 五式軽戦車（ケホ）
- 特二式内火艇（カミ）
- 特三式内火艇（カチ）
- 特四式内火艇（カツ）
- 特五式内火艇（トク）

 ハンガリー王国
- トルディ
- トゥラーン
- タシュ

 フランス
- オチキス H39
- ルノー R40
- ARL-44
- B1
- SARL 42
- AMX 40

## 第二次世界大戦後〜ベトナム戦争
アメリカ合衆国
- M41（ウォーカーブルドッグ）
- M46（パットン）
- M47（パットン）
- M48（パットン）
- M60（パットン）
- M103（ファイティング・モンスター）
- M551（シェリダン）

 イギリス
- コンカラー
- ビッカースMBT
- チーフテン
- スコーピオン
- バリアント

 イスラエル
- スーパーシャーマン（M1/M50/M51スーパーシャーマン）
- ショット（ショット・ミーティア/ショット・カル）
- マガフ（マガフ3/5、マガフ6、マガフ7）
- サブラ
- チラン-4/5
- チラン-6

 インド
- ビジャンタ

 オーストリア
- キュラシェーア

 スイス
- Pz-61
- Pz 68
- Pz 68/88 120

 スウェーデン
- Ikv.91 水陸両用戦車駆逐車
- Strf.90105 対戦車車
- Strf.90120 戦車
- Strv 74
- Strv.103
- Strv.104
Strv.105

 スロベニア
- M-55

 ソビエト連邦
- T-10
- IS-4
- PT-76
- T-44
- T-54
- オブイェークト279
- T-55
- T-62
- T-64
- T-72

 中国
- 59式戦車
- 62式軽戦車
- 63式水陸両用戦車

 北朝鮮
- 天馬虎

 デンマーク
- M41DK-1

 西ドイツ
- レオパルト1

 日本
- 61式戦車
- 74式戦車

 フランス
- AMX-13
- AMX-30
- AMX-40
- AMX-50

 南アフリカ共和国
- オリファント

 ユーゴスラビア
- M-84

 ルーマニア
- TR-580
- TR-85
- TM-800

## ベトナム戦争後〜21世紀初頭
アメリカ合衆国
- M1（エイブラムス）

 アルゼンチン
- TAM

 イギリス
- チャレンジャー1（シール2）
- チャレンジャー2
- チャレンジャー3

 イスラエル
- メルカバ（メルカバMk.1/2/3/4）

 イタリア
- アリエテ
- OF-40

 イラン
- ゾルファガール
- カラール

 インド
- ビジャンタ
- アージュン

 ウクライナ
- T-64
- T-80UD
- T-84
- T-84U オプロート
- T-84-120 ヤタハーン
- T-64BM ブラート
- BM オプロート

 クロアチア
- M-95 デグマン

 スイス
- Pz 87 Leo WE

 スウェーデン
- Strv.122

 セルビア
- M-84
- M-2001

 ソビエト連邦
- T-80

 韓国
- K1
- K2

 中国
- 69式戦車
- 79式戦車
- 80式戦車
- 85式戦車
- 88式戦車
- 90-II式戦車
- 96式戦車
- 98式戦車
- 99式戦車
- 15式軽戦車

 中華民国（台湾）
- CM11

 北朝鮮
- 暴風号

 西ドイツ
- レオパルト2
- KF51 パンター

 トルコ
- アルタイ

 日本
- 90式戦車
- 10式戦車

 パキスタン
- アル・ハリド

 ブラジル
- オゾーリオ

 フランス
- ルクレール

 ポーランド
- PT-91 トヴァルドィ

 ロシア
- T-90
- チョールヌイ・オリョール
- T-95
- T-14